# Lobophorodes undulans
Lobophorodes undulans är en fjärilsart som beskrevs av George Francis Hampson 1903. Lobophorodes undulans ingår i släktet Lobophorodes och familjen mätare. Inga underarter finns listade i Catalogue of Life.